# Bois d'Acren
Pour les articles homonymes, voir Bois d'Acren (homonymie).
Le bois d'Acren, en néerlandais Akrenbos ou Acrenbos, est une zone forestière et naturelle qui est en grande partie située à Deux-Acren, une section de Lessines dans la province de Hainaut en Wallonie et pour une partie plus petite dans la commune de Biévène dans la province du Brabant flamand. La superficie forestière est d'environ 210 hectares au total. 

## La faune et la flore
La forêt de feuillus comprend des hêtres et des chênes. Jacinthes sauvages, jonquilles, pervenches fleurissent dans la forêt au printemps. Au niveau de la faune, on y trouve buses, pics, écureuils, tritons, grenouilles, crapauds.

## Histoire
Avant la déforestation médiévale, le bois d'Acren faisait partie de la forêt charbonnière dont le bois de Hal et forêt de Soignes. Il était connecté via le Bois Bara à Ollignies au Bois du Renard à Ath. En 1250, le bois faisait partie du domaine de Jean d'Audernarde, y compris le bois de Lubière, qui est une partie du bois d'Acren où une  aumônerie avait été fondée quelques années plus tôt par ses parents. À ce jour, la bois de Lubière est restée la propriété de l'aumônerie, qui est entre-temps devenue depuis la Commission de la protection sociale (COO) puis le Centre public de la protection sociale (CPAS). Le fait que de grandes parties des bois d'Acren n'aient jamais été cultivées est lié au faite que la forêt a toujours appartenu à des familles nobles, attachées au château de Lestriverie puis aux pouvoirs publics. Après la Première Guerre mondiale, toute la partie nord du bois d'Acren (environ 130 ha) a été convertie en terres agricoles. 
En 1963, lors de l'établissement de la frontière linguistique, le hameau de bois d'Acren du même nom a été transféré de la commune wallonne de Deux-Acren, qui a ensuite fusionné avec Lessines en 1977, à la commune flamande à facilité de Biéviène, transférant 17,5 hectares du bois d'Acren en Flandre. Ces 17,5 hectares de forêt du côté flamand sont désormais protégés dans la réserve forestière du bois d'Acren. 

## Galerie

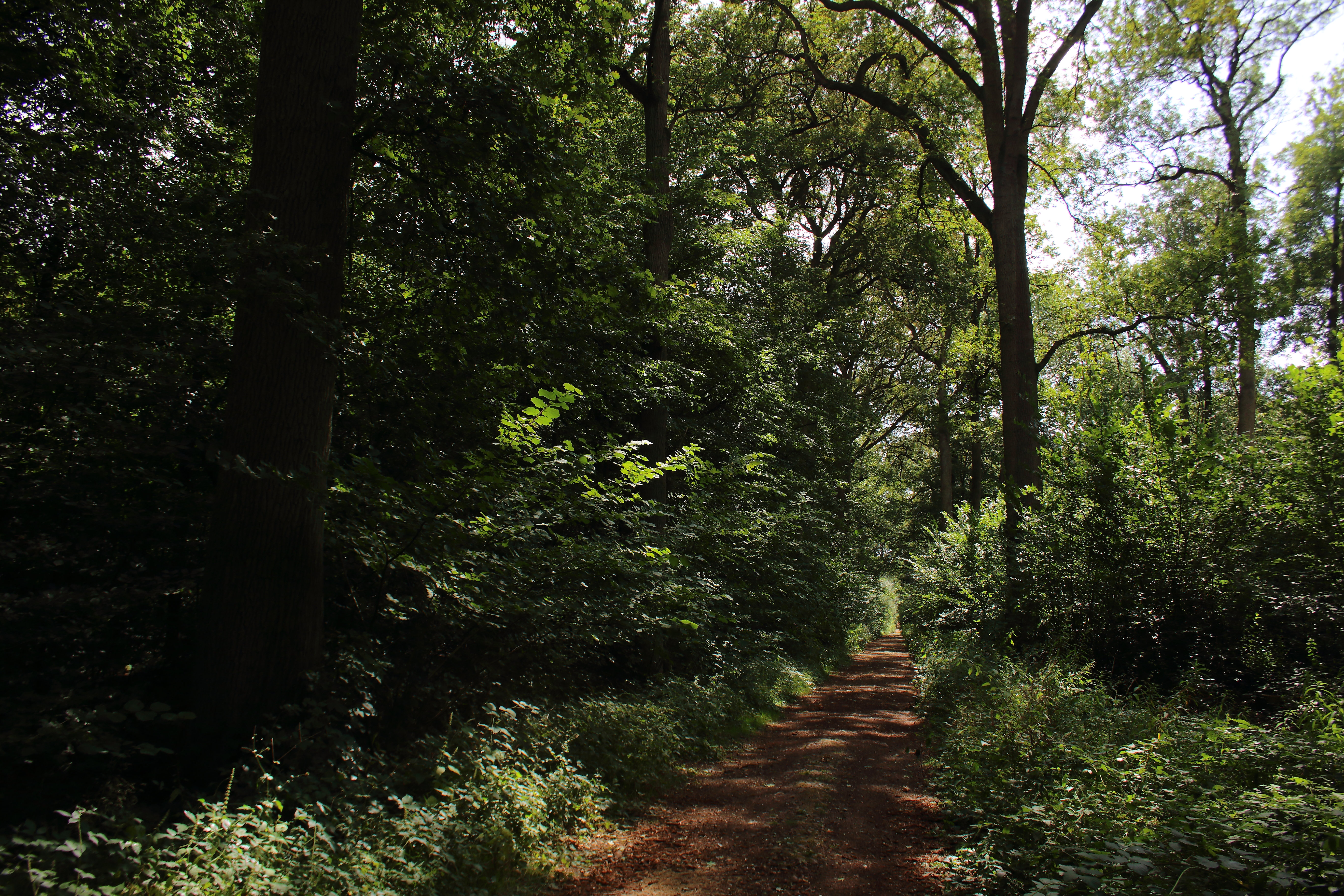
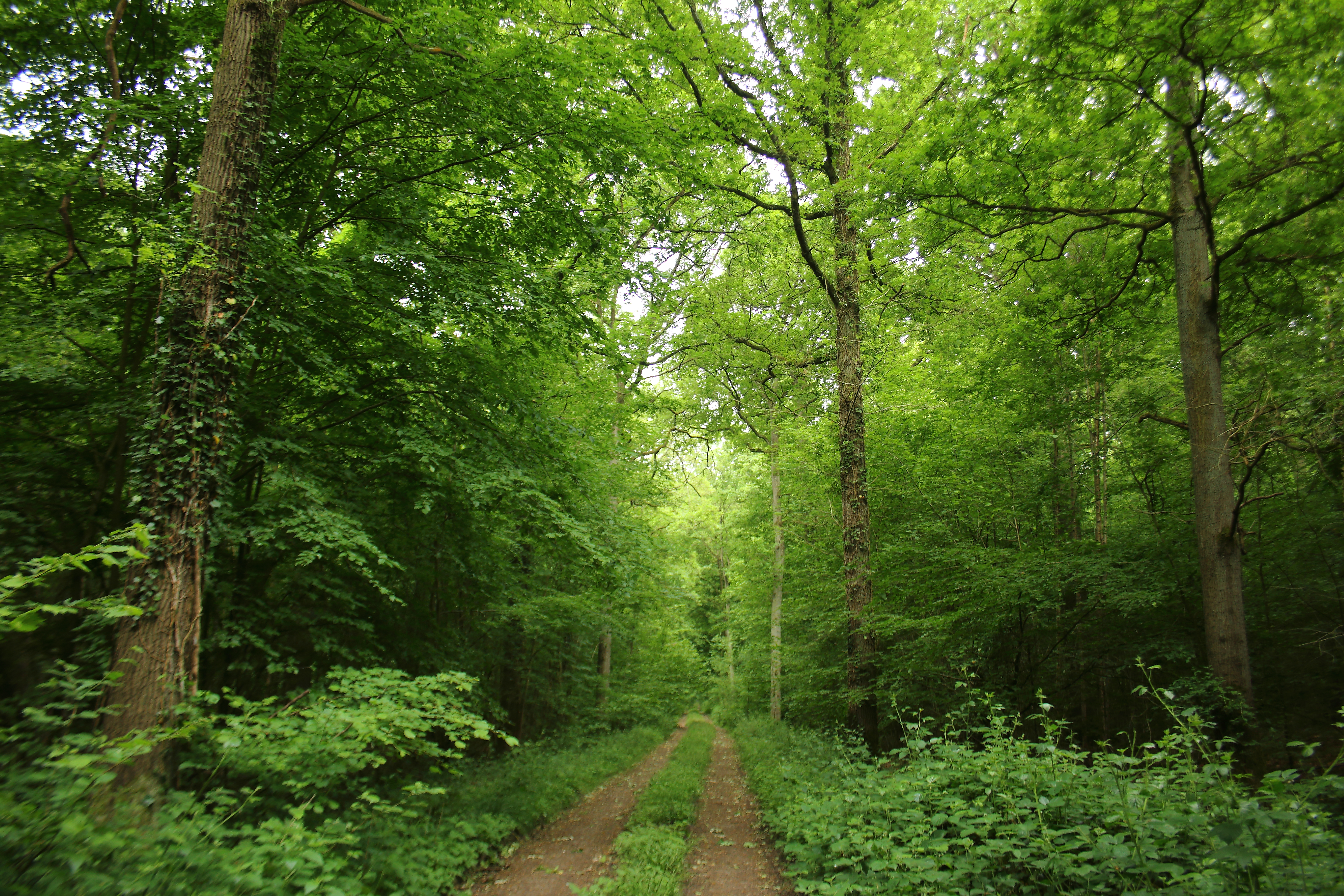
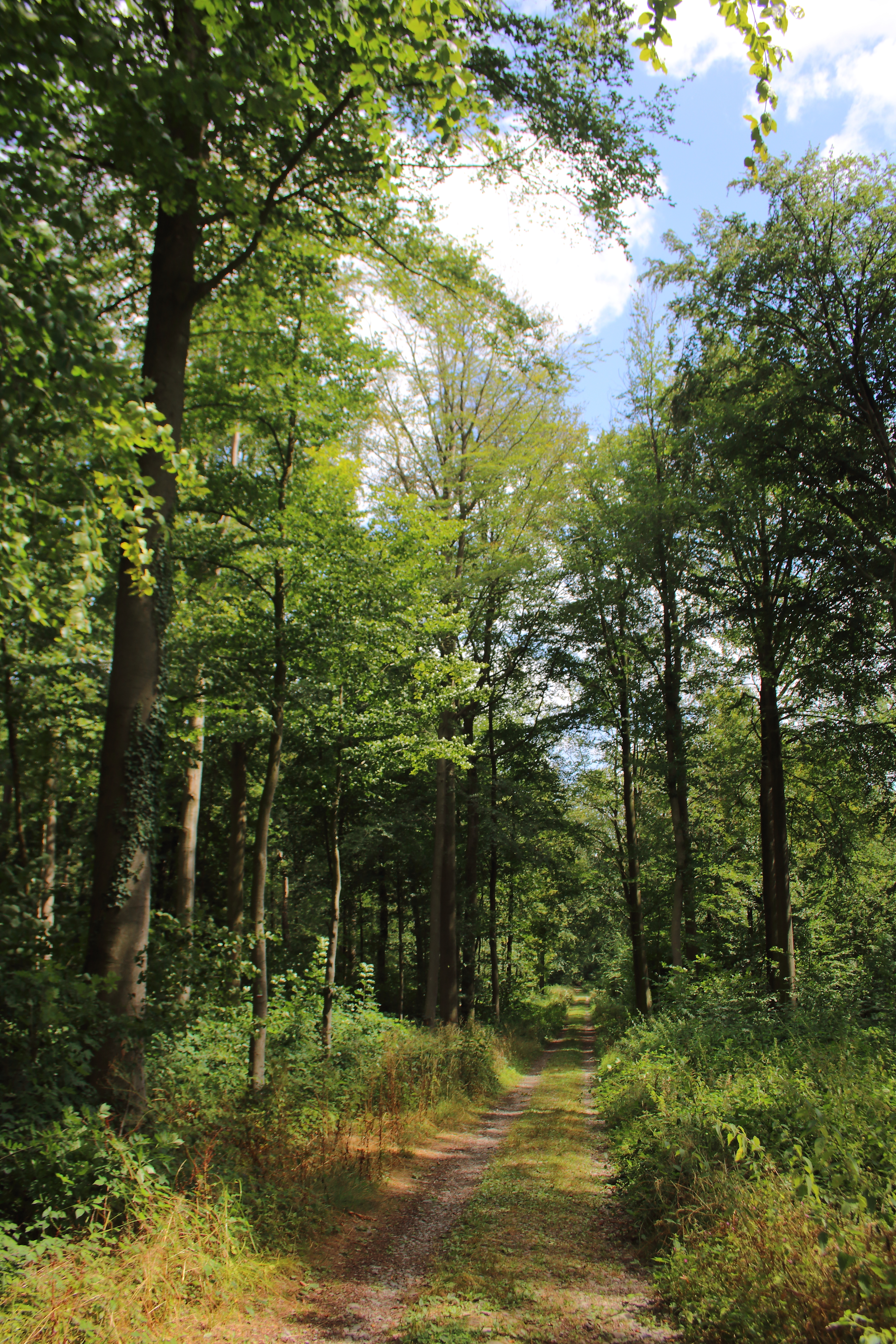
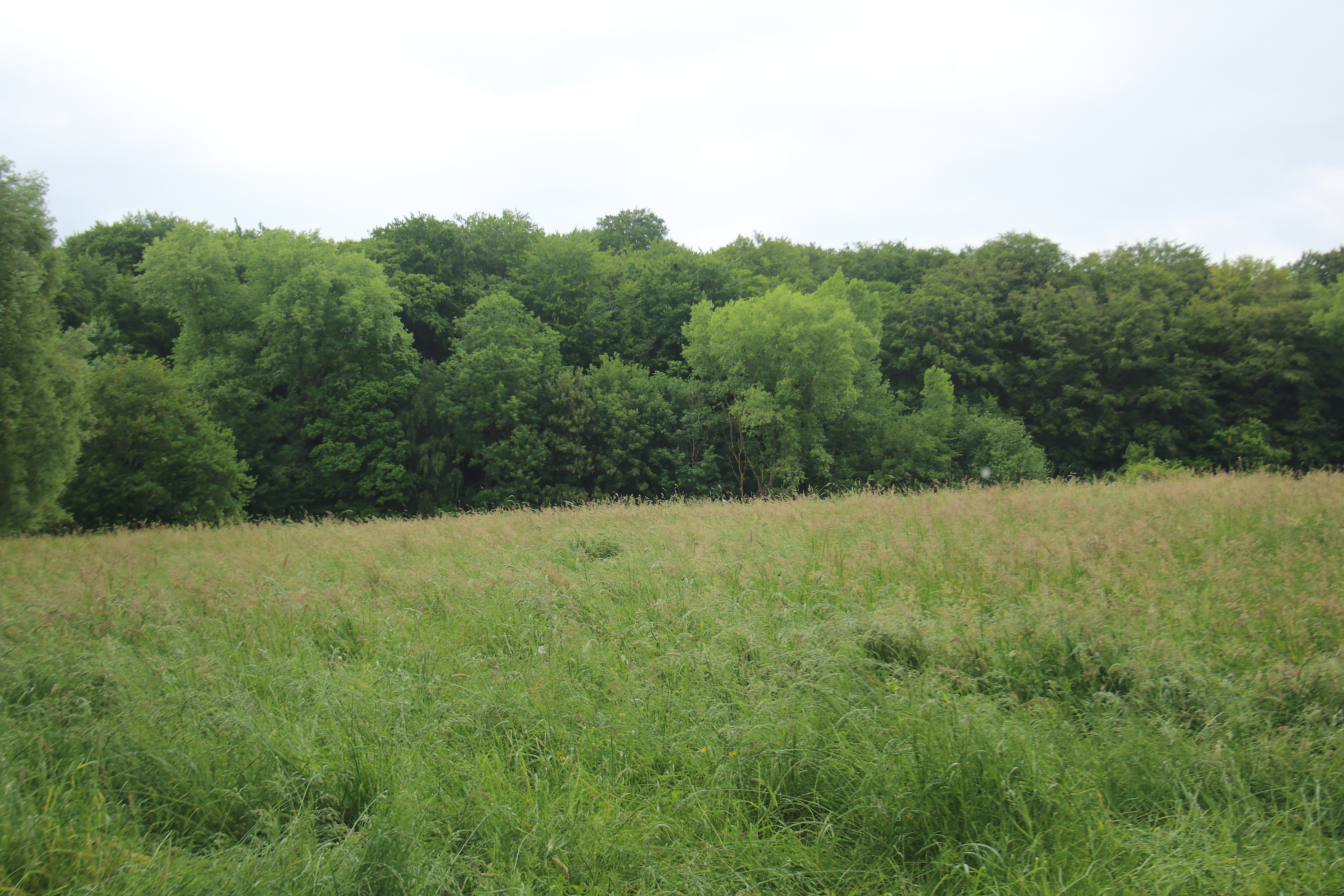
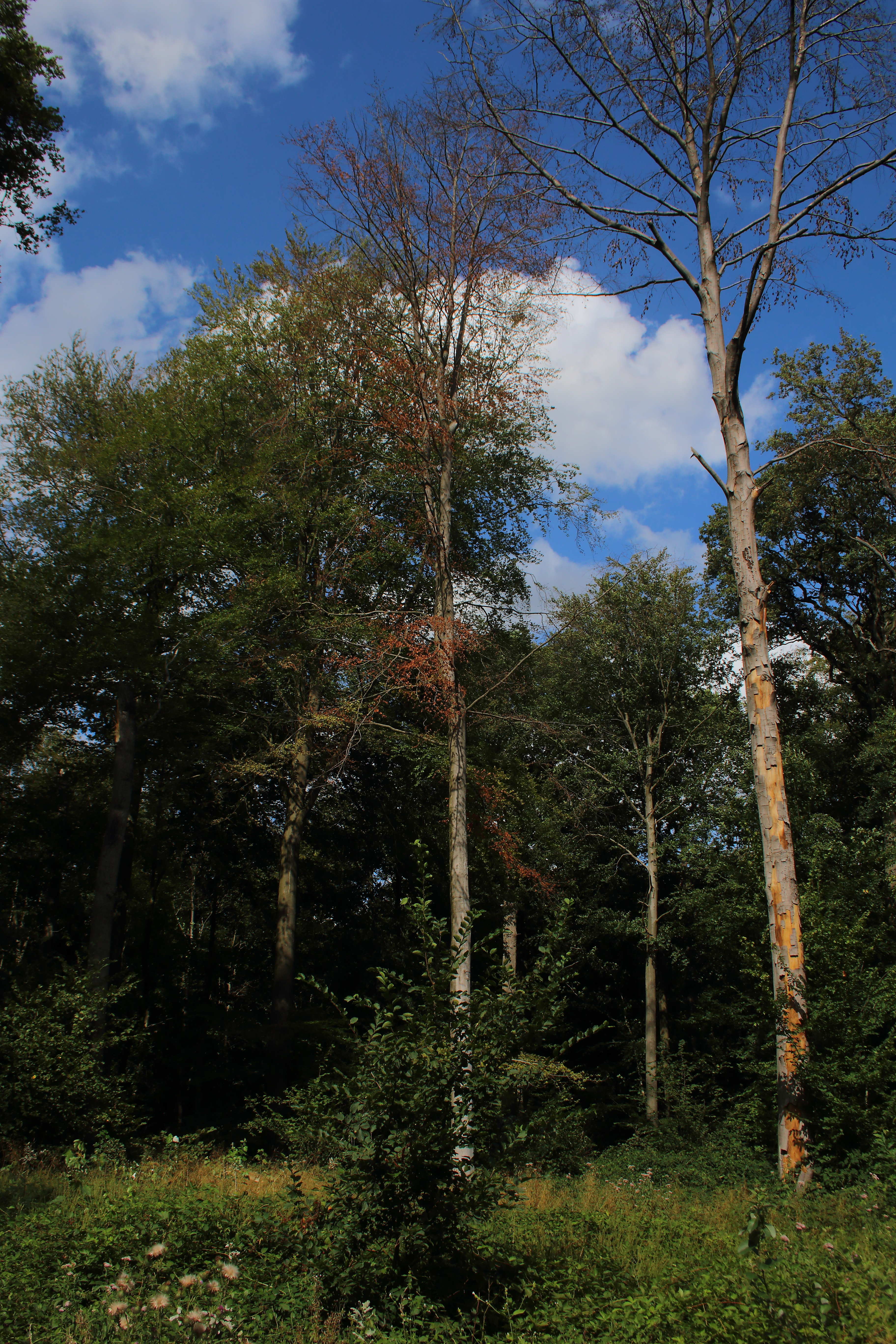
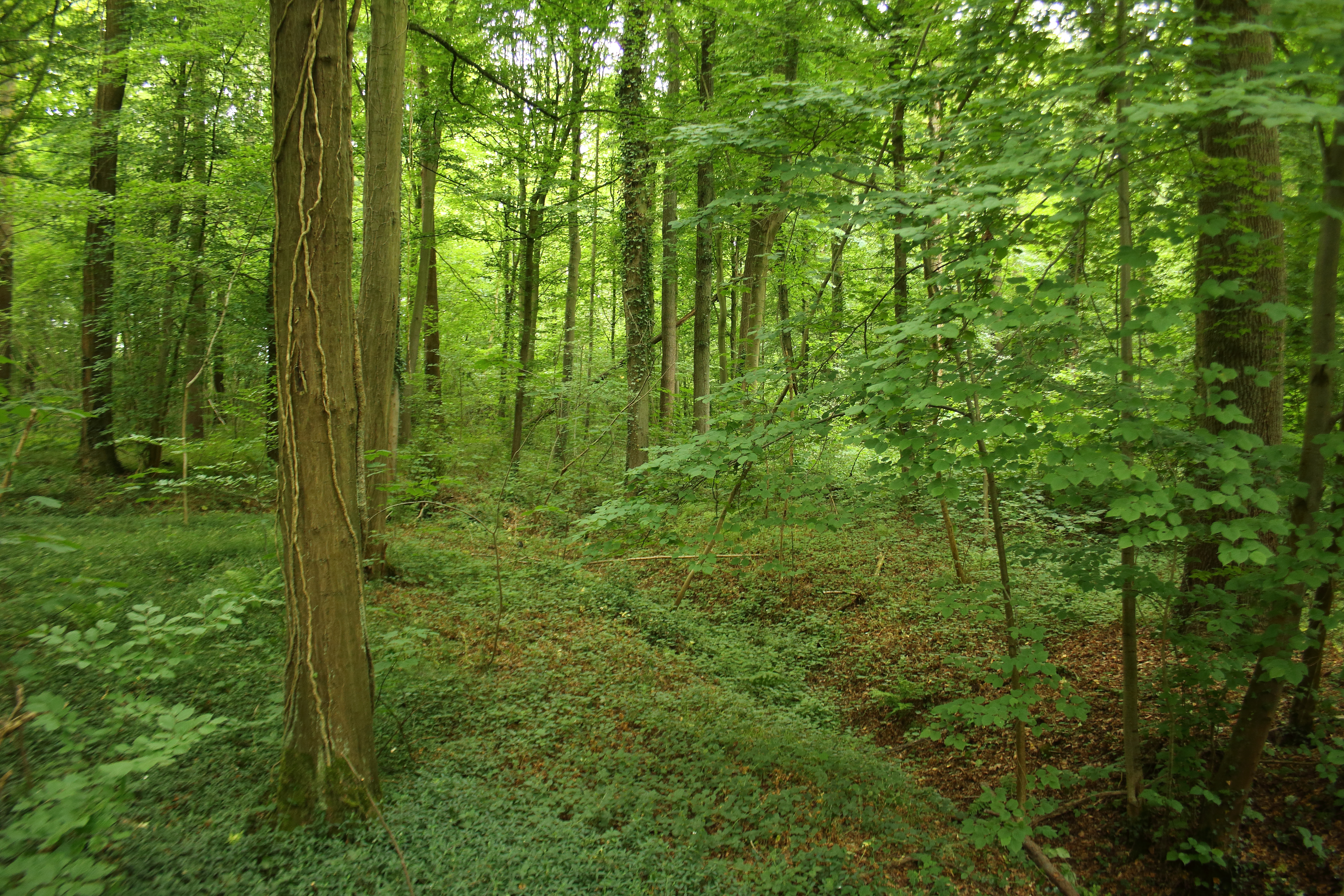
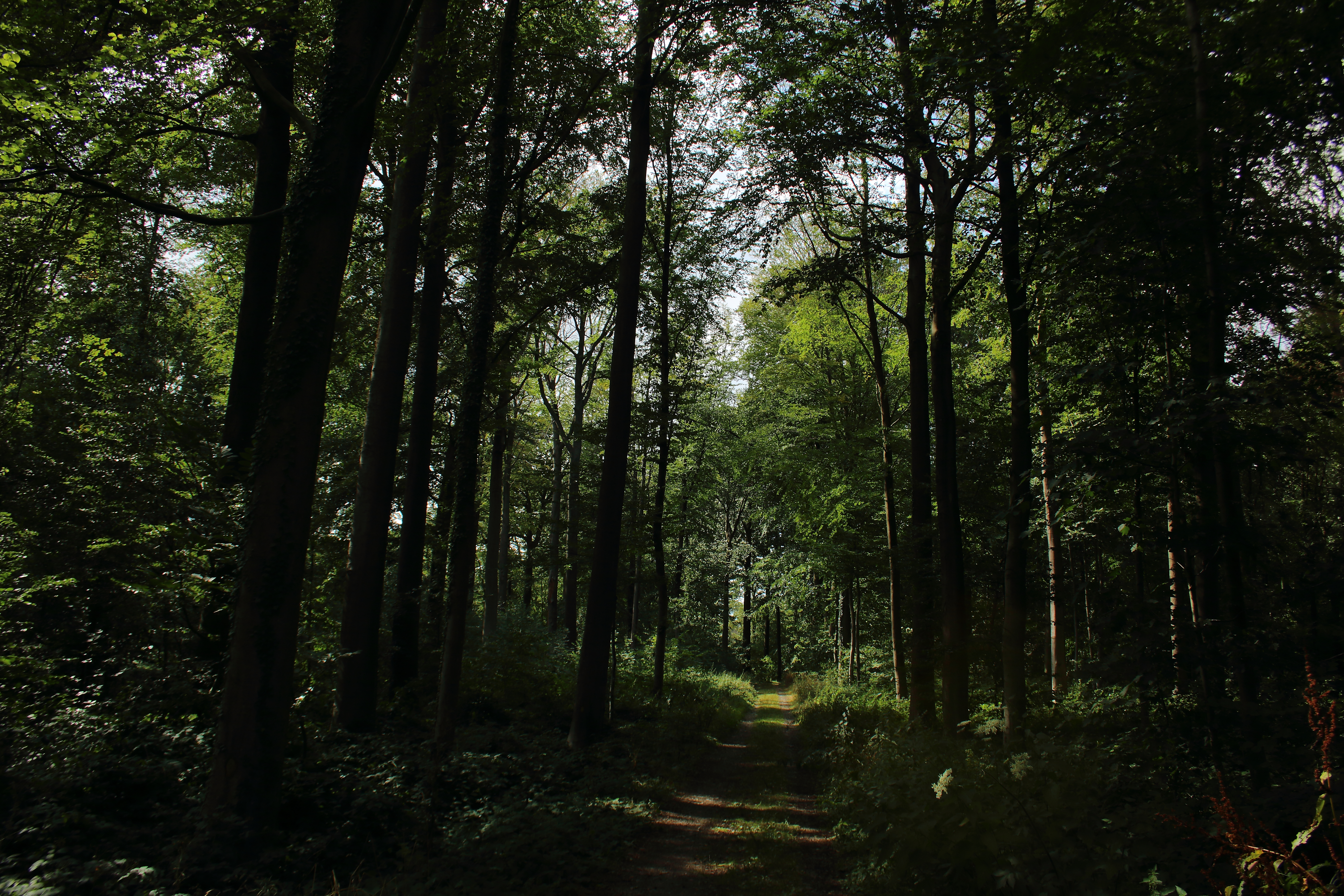

## Sources
- Plan de gestion Réserve forestière flamande Acrenbos
- Inventaire du patrimoine patrimoine Akrenbos